# Cantone di Les Aix-d'Angillon
Il Cantone di Les Aix-d'Angillon era una divisione amministrativa dell'arrondissement di Bourges.
A seguito della riforma approvata con decreto del 21 febbraio 2014, che ha avuto attuazione dopo le elezioni dipartimentali del 2015, è stato soppresso.

## Composizione
Comprendeva i comuni di:
- Les Aix-d'Angillon
- Aubinges
- Azy
- Brécy
- Morogues
- Parassy
- Rians
- Saint-Céols
- Saint-Germain-du-Puy
- Saint-Michel-de-Volangis
- Sainte-Solange
- Soulangis